# Breithorn Occidentale
Il Breithorn Occidentale (4.165 m s.l.m.) è la vetta più alta del monte Breithorn. Si trova nel Gruppo del Monte Rosa nelle Alpi Pennine. È collocata lungo la linea di confine tra l'Italia (Valle d'Aosta) e la Svizzera (Canton Vallese).

## Caratteristiche
Il Breithorn Occidentale è la più occidentale delle vette del monte Breithorn. La Sella (4.081 m) lo separa dal Breithorn Centrale. Dal versante italiano si presenta come un facile rilievo coperto da neve; dal versante svizzero invece appare come una ripida parete alta più di 1.500 m. La prima ascensione del Breithorn Occidentale fu compiuta il 13 agosto 1813 da Henry Maynard, Joseph-Marie Couttet, Jean Gras, Jean-Baptiste Hérin e Jean-Jacques Hérin.

## Salita alla vetta

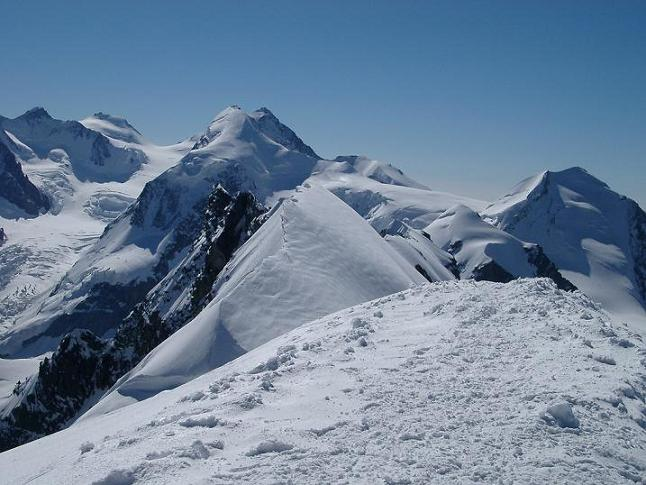
Vetta del Breithorn occidentale. Sullo sfondo il massiccio del Monte Rosa.

Il Breithorn Occidentale è considerato generalmente uno dei 4000 delle Alpi più facile da salire. Lo si deve alla funivia del Piccolo Cervino, che facilita gli alpinisti portandoli a 3.820 m. di quota. Il percorso classico (fianco S-SO), si sviluppa su un ghiacciaio pressoché pianeggiante, detto Grande Ghiacciaio di Verra, prima di procedere verso la vetta con una pendenza lievemente più accentuata che non va mai oltre i 35°.
La via precedente può essere raggiunta al Plan de Verra partendo dal Plateau Rosa, stazione di arrivo della funivia proveniente da Cervinia, a circa 3.450 m.
La semplicità del percorso non deve tuttavia indurre a sottovalutare i pericoli che possono insorgere in caso di brutto tempo o di scarsa visibilità.
Per gli alpinisti esperti la traversata dal Breithorn Occidentale al Breithorn Centrale rappresenta un percorso di alta quota particolarmente remunerativo.
Più difficile e pericolosa è invece la parete Nord, che precipita per 1.500 metri sul bacino glaciale del ghiacciaio del Gorner. Alcune vie estreme la percorrono, ma la difficoltà dei passaggi rocciosi e il dedalo dei seracchi sospesi da affrontare, rendono le salite assolutamente ostiche e raramente percorribili anche in condizioni ideali.
L'ascensione al Breithorn rappresenta una meta classica dello scialpinismo, riservata, per la discesa diretta della parte sommitale, a sciatori esperti.